# Giovanni Gaspari
Giovanni Gaspari (né le 6 juin 1963) est un prêtre italien de l'Église catholique qui travaille au service diplomatique du Saint-Siège depuis 2001. 

## Biographie
Giovanni Gaspari est né le 6 juin 1963 à Pescara. Il est ordonné prêtre de l'archidiocèse de Pescara-Penne le 4 juillet 1987 par l'archevêque Antonio Iannucci (it),. Dans ce diocèse, il est notamment secrétaire de l'archevêque, responsable du centre des vocations, directeur spirituel du petit séminaire et chancelier de l'archidiocèse.

## Carrière diplomatique
Pour se préparer à une carrière diplomatique, il entre à l'Académie pontificale ecclésiastique en 1998. Il obtient un diplôme en droit canonique et une licence en théologie morale. Il rejoint le service diplomatique du Saint-Siège le 1er juillet 2001, et sert dans des missions diplomatiques dans les représentations pontificales en Iran (en), Albanie (en), Mexique (en), et Lituanie (en), ainsi qu'à la Secrétairerie d'État du Vatican.
Le 21 septembre 2020, le pape François le nomme nonce apostolique en Angola (en) et à Sao Tomé-et-Principe (en). Il le nomme en même temps archevêque titulaire d'Alba Maritima (de).
Le 2 mars 2024, le pape François le nomme nonce apostolique en Corée du Sud (en) et en Mongolie (en).